# Zapfenmühle (Willanzheim)
Zapfenmühle ist ein Wohnplatz des Marktes Willanzheim im Landkreis Kitzingen (Unterfranken, Bayern). Sie liegt in der Gemarkung Willanzheim.

## Geografische Lage
Die Einöde liegt am rechten Ufer des Breitbachs und am Sparnbach, der dort als rechter Zufluss in den Breitbach mündet. Eine Gemeindeverbindungsstraße führt zur Domherrnmühle (1,6 km östlich) bzw. nach Willanzheim zur Staatsstraße 2419 (0,4 km westlich).

## Geschichte
Mit dem Gemeindeedikt (frühes 19. Jahrhundert) wurde Zapfenmühle dem Steuerdistrikt Willanzheim und der Ruralgemeinde Willanzheim zugewiesen.

### Baudenkmäler
- Wohnhaus, 1815 errichtet, mit Nebengebäude, Scheune, Holzlege und Bildstock[5]

### Einwohnerentwicklung
| Jahr      | 001818 | 001836 | 001840 | 001861 | 001871 | 001885 | 001900 |
| Einwohner | 10     | 10     | 8      | *      | 5      | 10     | 9      |
| Häuser    | 1      | 1      | 1      |        |        | 1      | 1      |
| Quelle    | [ 3 ]  | [ 7 ]  | [ 8 ]  | [ 9 ]  | [ 10 ] | [ 11 ] | [ 12 ] |

## Religion
Zapfenmühle ist römisch-katholisch geprägt und bis heute nach St. Martin (Willanzheim) gepfarrt.